# Iwan Dorn
Iwan Dorn (ros. Иван Дорн, ur. 17 października 1988 w Czelabińsku) – ukraiński piosenkarz, DJ, prezenter telewizyjny i producent.
W latach 2006–2010 występował w zespole Para Normalnych. Od 2010 artysta solowy, wydał trzy albmy studyjne: Co’n’dorn (2012), Randorn (2014) i OTD (2017).
Zdobywca Europejskiej Nagrody Muzycznej MTV dla najlepszego rosyjskiego wykonawcy.

## Młodość
Urodził się w Czelabińsku na terenie dzisiejszej Rosji, a w wieku dwóch lat przeniósł się z rodziną do Sławutycza w dzisiejszej Ukrainie, gdzie jego ojciec pracował w elektrowni atomowej w Czarnobylu. W dzieciństwie nosił nazwisko Jeriomin, które zmieniła po rozwodzie jego matka Lidija. W młodości uprawiał wiele dyscyplin sportowych.
Ma wykształcenie muzyczne w klasie fortepianu. Po ukończeniu szkoły, zaczął naukę na Kijowskim Narodowym Uniwersytecie Teatru, Kina i Telewizji im. Iwana Karpenki-Karego. 

## Kariera zawodowa
Na scenie zadebiutował w wieku sześciu lat podczas festiwalu Zołota osiń Sławutycza. W 2006 na koncercie Jamiroquai poznał Annę Dobrydniewą, z którą stworzyli duet Para Normalnych. W 2010 rozpoczął karierę solową.

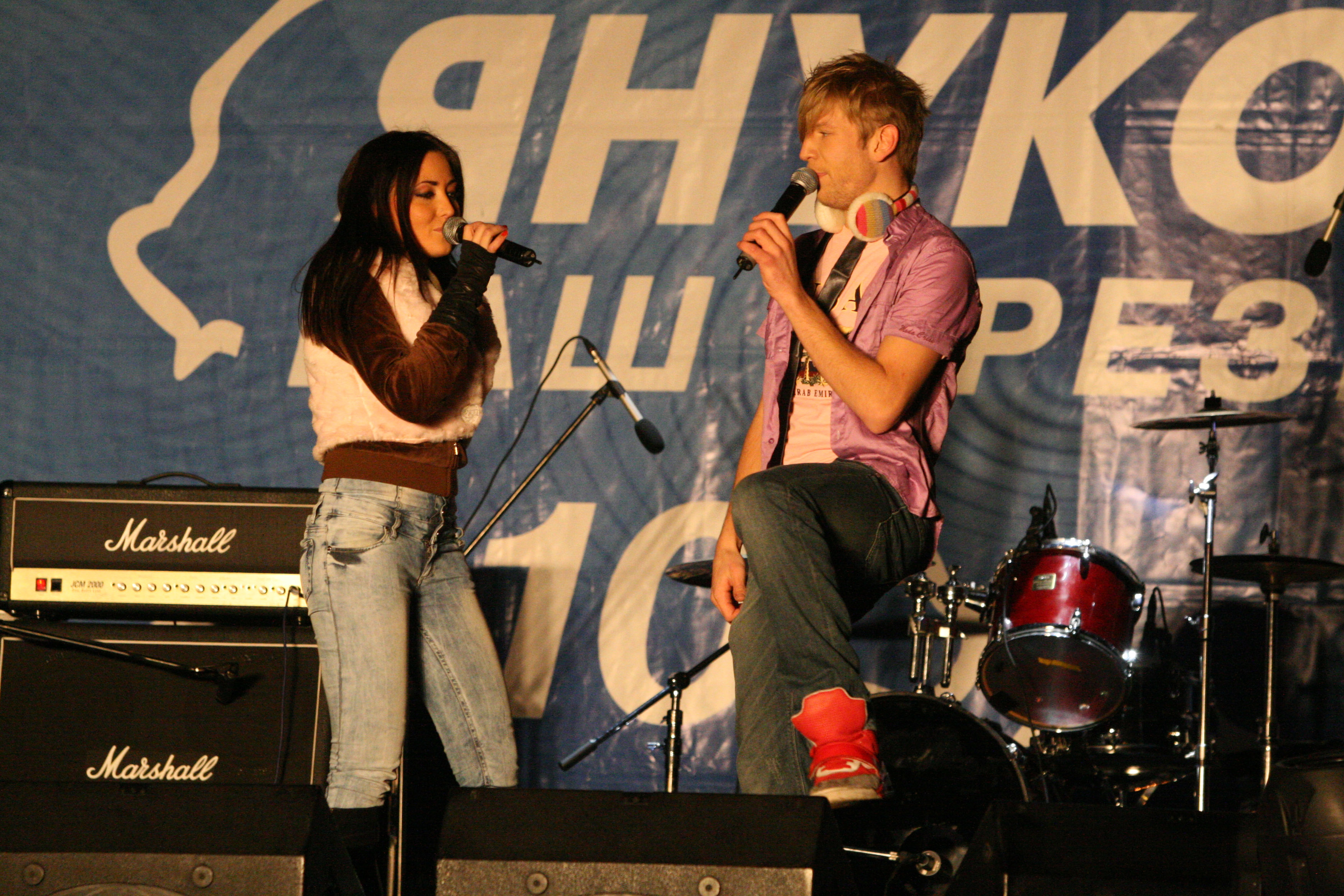
Anna Dobrydniewa i Iwan Dorn, 2009

W 2008 był gospodarzem programu Guten Morgen na kanale M1. 25 maja 2012 wydał pierwszy, solowy album studyjny pt. Co’n’dorn, który dotarł do pierwszego miejsca najlepiej sprzedających się albumów w Rosji. W 2011 i 2012 był nominowany do zdobycia Europejskiej Nagrody Muzycznej MTV dla najlepszego ukraińskiego wykonawcy.
W 2014 był jurorem w piątym ukraińskim sezonie programu The X Factor oraz wydał album pt. Randorn. W 2016 był trenerem w szóstej edycji programu Holos krajiny. W 2017 wydał album koncertowy pt. Jazzy Funky Dorn i trzeci album studyjny pt. OTD, który zawierał anglojęzyczne piosenki, w tym single: „Collaba” i „OTD”. Również w 2017 został laureatem Europejskiej Nagrody Muzycznej MTV dla najlepszego rosyjskiego wykonawcy.

## Dyskografia
Albumy studyjne
- ̈Co’n’dorn (2012)
- Randorn (2014)
- OTD (2017)

Single
| Rok  | Tytuł                       | Data wydania         | Wytwórnia       | Аlbum     |
| ---- | --------------------------- | -------------------- | --------------- | --------- |
| 2011 | „Tiem boleje”               | 9 marca 2011         | Ikon Management | Co’n’dorn |
| 2011 | „Nienawiży”                 | 25 maja 2011         | Ikon Management | Co’n’dorn |
| 2011 | „Stycamen”                  | 13 sierpnia 2011     | Ikon Management | Co’n’dorn |
| 2011 | „Siewiernoje sijanije”      | 25 listopada 2011    | Ikon Management | Co’n’dorn |
| 2012 | „Sinimi, żołtymi, krasnymi” | 1 marca 2012         | Ikon Management | Co’n’dorn |
| 2012 | „Idołom”                    | 18 października 2012 | Ikon Management | Co’n’dorn |
| 2012 | „Bigudi”                    | 22 października 2012 | 1MP             | Co’n’dorn |
| 2013 | „Niewospitannyj”            | 8 czerwca 2013       | Kondorn Kompany | Randorn   |
| 2014 | „Taniec pingwina”           | 1 lutego 2014        | Moon Records    | Randorn   |
| 2014 | „Sportiwnaja”               | 7 lipca 2014         | 1MP             | Randorn   |
| 2014 | „Miszka winowien”           | 6 listopada 2014     | 1MP             | Randorn   |
| 2015 | „Nomier 23”                 | 22 stycznia 2015     | 1MP             | Randorn   |
| 2015 | „Greblia”                   | 22 listopada 2015    | 1MP             | Randorn   |
| 2016 | „Ty wsiega w glusie”        | 31 marca 2016        | 1MP             | Randorn   |
| 2017 | „Collaba”                   | 10 marca 2017        | 1MP             | OTD       |
| 2017 | „OTD”                       | 14 kwietnia 2017     | 1MP             | OTD       |